# TGN1412
TGN1412 (merknaam CD28-SuperMAB®) is een immunomodulatorisch geneesmiddel. Het is een monoklonaal antilichaam dat een superagonistische werking heeft op CD28.
Het Duitse biotechbedrijf TeGenero (dat de moleculaire structuur van CD28 ophelderde) testte TGN1412 (een antilichaam tegen CD28) op gezonde menselijke vrijwilligers (in een zogenaamde klinische studie van fase I). De zes proefpersonen werden ernstig ziek en ontwikkelden meervoudige orgaandeficiënties.
Het geneesmiddel is bedoeld voor de behandeling van B-cel-chronische lymfatische leukemie (B-CLL) en reumatoïde artritis.